# INO hidefumi
INO hidefumi（猪野 秀史 いの ひでふみ）は、日本の音楽家、キーボーディスト、シンガーソングライター。宮崎県延岡市生まれ。

## 略歴
1970年宮崎県延岡市に2人兄弟の次男として生まれる。5歳まで山深い辺境の地で過ごす。スーパーも無くお風呂は五右衛門風呂だった。 父親の仕事の関係で引っ越しが多く転校することもあり少年時代は一人で毎日音楽を聴いて過ごしていた。初めて親に買ってもらったレコードはYMO『ライディーン』のシングル。初めて自分で買ったレコードは 『太陽にほえろ!』のサウンドトラック。母親の勧めでピアノを習い始め5歳から高校3年まで複数のピアノ教室に通っていた。音大受験のため声楽も学ぶ。中学では吹奏楽部でチューバを担当。部長に推す声が多い中、同級生にその重荷を押し付け本人は副部長となる。高校の時に友人に誘われて参加したヤマハ「TEENS' MUSIC FESTIVAL」にてベストキーボーディスト賞を受賞。高校卒業後、上京してミュージシャンになることを希望したが親の猛反対により断念。
いくつかの音大を受験したが家庭の方針で国公立しか進学を許されず、福岡の予備校へ入学し2浪する。2年間はバンド活動、映画、レコード漬けの日々を送り大学へは進学していない。友人からの誘いでThe Lublitesというバンドを結成し1960年代ロックなどのカバーを中心にオルガンとボーカルを担当していた。地元での活動が話題になる中、大阪や東京にもライブで呼ばれるようになり芝浦インクスティックなどの会場で、あいさとう率いるモッズバンドThe Hairと対バンを行ったりしていた。バンドでの上京を希望するがメンバーからの賛同を得られず断念。そのままバンドは自然消滅。バンド活動の終焉がきっかけとなり、一人で音楽制作を本格的に始めるようになった。
1996年A.P.C.に就職。ブランド内に音楽レーベルを持っていてレコードを制作したり音楽に力を入れているからと友人に強く勧められ、本人はA.P.C.を知らないまま面接へ行ったところ、アパレル未経験にもかかわらず店長として採用される。当時福岡店に訪れたデザイナーJean Touitouに気に入られ、現在も親交は続いている。ミュージシャンになる夢を捨てきれず2000年に退社し上京。当時30歳だった。
無職で上京しすぐにアルバイトを探すが、ベビーブーム世代の30歳男性を迎え入れるバイト先はほぼ無かった。東京での極貧生活の中、デモ音源を制作し複数のレコード会社へ持ち込むが全て断られ自分でレーベルを興すことを決意。嫌いな言葉は「無理」と発言しているだけあってタフである。 
「興行性よりも自分のつくりたいものをつくるインディペンデントなミュージシャンとして、自分が本当に納得できるものづくりがしたい」。という想いから、九州から後に上京しマネージャーとなる妻と二人で借金をし、2002年に音楽レーベル事務所兼カフェ“テネメント“を恵比寿に開業。およそ3年間で借金を返済、会社を設立し“innocent record“を立ち上げた。
テネメント開店当初、たまたま店の前を通りかかりその後常連となる音楽家小西康陽による駄洒落からレーベル名“innocent record“が命名される。自身のアルバム制作から著作権の管理、映像やレコードジャケットのアートワーク、ライヴ制作など全ての業務を独学で学び、妻と二人で運営している。当時このスタイルは類を見ずDIYインディーズ・レーベルの先駆けとなる。
フェンダー・ローズ・ピアノを偏愛するあまり、ローズ・ピアノをメインにしたインストを数多く作っており、2005年に念願の初7inchシングルをリリース。「期待の超大型新人(身長)」というキャッチコピーでデビュー。そのとおり長身である。
全財産をつぎ込み、初リリースしたレコードが完売したので7inchシリーズとして第2弾、3弾をリリース。これらが国内外のクラブDJの間で評判となり、2006年にアルバム『Satisfaction』をリリース。ノンプロモーションにもかかわらず瞬く間に話題作となりオリコンへのランクインや大手CDショップのチャートなどを賑わせた。
当初はライブ活動を行うつもりは無かったが、「フジロックフェスティバル」や「ライジング・サン・ロックフェスティバル」など、様々なライブのオファーがきて驚いた。ライブ活動をはじめ、2007年にはLIQUIDROOMで初のソロライブを行いチケットは即完売。その時の映像を『INO hidefumi LIVE SET』として2008年にDVD化している。デビュー前からローランドのハードディスク・レコーダー”VSシリーズ”を愛用。パソコンで行う音楽制作が不向きな性格と、直感的に操作ができるという理由から、現在も音楽制作は全てこの機材で行っており、自身を化石のようだと言っている。2007年来日していた友人のJean Touitouと夕食をしていた時に偶然同じレストランに藤原ヒロシが居合わせそこで紹介され交流が始まる。その後、藤原とは“カフェツアー“など様々な地域や会場でライブを行っている。
2009年フュージョンのロイ・エアーズ来日ツアー（東京・大阪・名古屋）で対バンを務めた際に、ロイ・エアーズ・バンドの民族性の違いなどを目の当たりにし、日本人としてのリズムやグルーヴ、音楽との向き合い方を再考するようになった。
2010年、ライブ盤を発表し、収録された「ビリー・ジーン」が注目された。
2012年からは鈴木茂と2人名義でのライブを行うようになり、後にドラマーの林立夫、ベーシストのハマ・オカモトを迎えて4人でのライブツアーも行っている。2018年リリースの自身初となる歌もののアルバム『SONG ALBUM』には細野晴臣、鈴木茂、林立夫、小西康陽、常盤響、沖祐一（東京スカパラダイスオーケストラ）、ハマ・オカモト、馬場正道がコメントを寄稿。同年、舞台[うまれたまちで]の主題歌を担当。「2020年東京オリンピック」の閉会式に自身の楽曲「思えば世界はあまりにも美しい」が使用された。

## ディスコグラフィ

### 7インチシリーズ
- Billie Jean / Never Can Say Goodbye（2005年）
- Spartacus / Blood is Thicker Than Water（2005年）
- Just the Tow of Us / Pillow Talk（2005年）
- What are you doing the rest of your life / Solid Foundation（2006年）
- Hymne a Lamour / +2℃（2007年）
- Serendipity / Sentimental Promnade（2008年）
- Love Theme from Spartacus #piano / Suicide Is Painless（2008年）
- ありあまる自由のなかで / Green Tea（2012年）
- CRY ME A RIVER（2013年）featuring 鈴木茂 / CRY ME A RIVER -version-
- CAN'T SLEEP / GOOD NIGHT（2017年）
- SKYTREE / 魔法（2018年）
- Squall / 永遠的スローモーション（2020年）
- IN DREAMS / MAGNETIC DANCE（2021年）

### LP
- INOCOLOGY（2009年）
- SATISFACTION（2016年）
- SONG ALBUM（2018年）
- IN DREAMS（2021年）
- MEMORIES（2024年）

### アルバム
- Satisfaction（2006年）
- Living Message（2008年）
- INOCOLOGY（2009年）
- KALEIDOSCOPIC -LIVE盤-（2010年）
- NEW MORNING -新しい夜明け-（2013年）[9]
- NO SATISFACTION（2016年）
- SONG ALBUM（2018年）
- IN DREAMS（2021年）
- MEMORIES（2024年）

### ミニ・アルバム
- The Force of Exotic（2007年）／ タワーレコード  × innocent record

### DVD
- INO hidefumi LIVE SET（2008年）

## 参加作品
- 小西康陽 監修アルバム「Readymade Digs Classics」[10] 楽曲アレンジ制作（2005年）
- 宮崎県立延岡青朋高等学校 校歌 編曲（2006年）
- ホテルニューオータニ Web BGM楽曲制作（2007年）
- アントニオ・カルロス・ジョビン生誕100年記念アルバム「Jobiniana」[11] 楽曲アレンジ制作（2007年）
- 「アウディ TT＋TKO PROJECT」楽曲提供（2007年）
- 「ピカソ 展」CM 楽曲提供（2008年）
- ニューヨーク紀伊国屋書店「INO hidefumi Album Listening Event」開催(2008)
- A.P.C.デザイナーJean Touitouとアルバム「INO+Jean/Three Easy Pieces」（A.P.C.Section Musical）リリース（2007年）
- 小泉今日子アルバム「Nice Middle」キーボード参加（2008年）
- 藤原ヒロシ、小島大介とのユニットI.D.F.名義でのアルバム「LIVE@F.I.L」リリース（2008年）
- 機動戦士ガンダム30周年記念アルバム「Gundam World Dance Track 0079」[12] 楽曲提供（2009年）
- TOKYO FM「赤坂泰彦のディア・フレンズ」テーマ曲制作（2010年）
- TOWA TEI
  - 配信レーベル"MACH"より「Light」「Firecracker」リリース（2010年）
  - アルバム「94＋14 COVERS」参加（2014年）
  - アルバム「CUTE」参加　M10.CHAISE LONGUE（2015年）
  - アルバム「LP」参加（2021年）
- DJ MURO アルバム「Diggin' For Beats」参加（2012年）
- "鈴木茂 ギター・プレイ・オブ・バンドワゴン” DVD キーボード参加（2013年）
- OKAMOTO'S
  - アルバム『OPERA』キーボード参加 M9.エキストラ[13]（2015年）
  - アルバム『NO MORE MUSIC』ピアニカ、キーボード参加 M8.時差[14]（2017年）
- MONDO GROSSOアルバム『何度でも新しく生まれる』ボーカル参加 M4.迷子のアストゥルナウタ [Vocal：INO hidefumi][15]（2017年）
- 舞台「うまれたまちで」主題歌を担当 (2018) [16]
- 森口博子GUNDAM SONG COVERS』[17][18] 編曲（2019年）
- 2020年東京オリンピック 閉会式にて楽曲使用（2021年）

## 主なライヴ出演
- - "Satisfaction Tour" 全6公演
  - “TAICOCLUB" Fes.2007
  - "ライジング・サン・ロックフェスティバル" 2007 - Moon Circus Stage
  - "ジャイルス・ピーターソン JAPAN TOUR" 2007 at SPACE LAB YELLOW
  - 藤原ヒロシ × INO hidefumi カフェツアー at 香港-F.I.L.・原宿-F.I.L. スペシャルゲスト松任谷由実
  - 渋谷-club asia 小泉今日子 藤原ヒロシ 沖山優司 INO hidefumi
  - "フジロックフェスティバル" 2008 Field of Heaven Stage
  - 渋谷 Apple Store in Store Live
  - "TAICOCLUB" Fes. 2008
  - A.P.C. 青山 Jean Touitou × INO hidefumi
  - INO hidefumi 2nd Album "Living Message Tour" 全6公演
  - "ロイ・エアーズ JAPAN TOUR" 2009 at 東京・名古屋・大阪
  - 東京芸術大学学園祭 "GEISAI”2009
  - 富山白雪山善光寺“お寺座ライブ"
  - "TAICOCLUB KAWASAKI" 2009
  - INO hidefumi 3rd Album "INOCOLOGY Tour" 全10公演 & 東京追加[19]
  - "サンセットライブ" 2010
  - "STUSSY WORLD TRIBE" at 新木場STUDIO COAST
  - 鹿児島 "DEER SOUL Fes." 2011
  - "HENNESSY ARTISTRY" DJ MURO × INO hidefumi
  - "DOMMUNE" INO hidefumi BANDライブ
  - "ボブ・マーリー ROOTS OF LEGEND" RELEASE LIVE 2012
  - "鈴木茂 × INO hidefumi" Billboard Live Tour [20]
  - "フジロックフェスティバル”2013
  - "ROPPONGI ART NIGHT" 2013 at 東京ミッドタウン
  - "サンセットライブ" 2013
  - INO hidefumi 4th Album "NEW MORNING RELEASE SHOW" at LIQUIDROOM[21]
  - "INO hidefumi SPECIAL COVER NIGHT"東阪ツアー
  - INTERSECT BY LEXUS TOKYO NOKKO × INO hidefumi
  - サウンド&レコーディング・マガジンpresents "Premium Studio Live vol.9" INO hidefumi＋jan and naomi [22]
  - "鈴木茂 × INO hidefumi Tour” スペシャルサポート with 林立夫、ハマ・オカモト東阪ツアー[23]
  - "ライジング・サン・ロックフェスティバル" 2015 BOHEMIAN GARDEN Stage with 原田知世、伊藤ゴロー、堀江博久、椎野恭一、Curly Giraffe、Sugar me バンド[24]
  - INO hidefumi 1st Album "SATISFACTION" 10th.Anniversary Live Tour
  - 湘南ライブ 2016 "鈴木茂 × INO hidefumi" with 小原礼 & 長谷部徹
  - ONE KYUSHU 福岡大名小学校 "鈴木茂 × INO hidefumi"
  - 石川セリ 西鉄グランドホテルディナーショー with 浜口茂外也 × 南佳孝 × INO hidefumi
  - INO hidefumi ふるさとワンマン公演 延岡市総合文化センター
  - "鈴木茂 × INO hidefumi Billboard Live Tour” スペシャルサポート with 林立夫、ハマ・オカモト東阪ツアー
  - THE BASS DAY LIVE 2017 at 赤坂BLITZ
  - 鈴木茂 × INO hidefumi スペシャルサポート with 林立夫、ハマ・オカモト 全6公演 Tour
  - 宮崎県五ヶ瀬ワイナリー収穫祭フェス 2018
  - Jean Touitou × INO hidefumi at A.P.C.青山&大阪
  - INO hidefumi 7th Album"SONG ALBUM" LIVE PERFORMANCE TOUR 全8公演
  - cero presents "Traffic" 2019 at 新木場STUDIO COAST
  - 亀井神社 奉納ライブ
  - INO hidefumi 7th Album "SONG ALBUM" LIVE PERFORMANCE TOUR 追加公演　東京WWW &大阪SHANGRI-LA
  - BANG & OLFUSEN GINZA リスニング&トークライブ
  - INO hidefumi Billboard Live TOUR
  - 配信ライブ"THE SESSION" feat.ハマ・オカモト
  - 配信ライブ"THE SESSION" feat. 鈴木茂
  - 配信ライブ"THE SESSION" feat.ゴンドウトモヒコ
  - 配信ライブ"THE SESSION" feat.高野寛
  - 配信ライブ"THE SESSION" feat.藤原ヒロシ
  - 配信ライブ"THE SESSION" feat.曽我部恵一
  - INO hidefumi 8th Album"IN DREAMS TOUR" 東京・横浜・大阪
  - 配信ライブ"THE SESSION" feat.角銅真実
  - 配信ライブ"THE SESSION" feat.直枝政広
  - 配信ライブ"THE SESSION" feat.堀江博久
  - 福岡 BAYSIDEフェス 2024